# Balotești (okręg Bacău)
Balotești – wieś w Rumunii, w okręgu Bacău, w gminie Stănișești. W 2011 roku liczyła 287 mieszkańców.